# ソグド州

ソグド州の位置

ソグド州(タジク語: Вилояти Суғд)はタジキスタンを成す４つの州の一つで、同国の北西部に位置する。州都は、ホジェンド(以前のレニナバード)。
面積は26,100平方キロメートル。人口は1,870,000人(2000年の調査)。

## 地理
この地域は、ウズベキスタンのジザク州、ナマンガン州、サマルカンド州、フェルガナ州、キルギスタンのバトケン州と国境が入り組んでいる。シルダリヤ川が流れ込む。
- トルキスタン山地

## 行政区分
ソグド州は、14の地区に区分される。
北部
1. アシュト地区（英語版）
2. ガフロフ地区（英語版）
3. ガンチ地区（英語版）
4. ザファロバード地区（英語版）
5. イスタラフシャン地区（英語版）
6. イスファラ地区（英語版）
7. カニバダム地区（英語版）
8. マストチョフ地区（英語版）
9. スピタメン地区（英語版）
10. ジャボール・ラスロフ地区（英語版）
11. シャフリスタン地区（英語版）

南部
1. アイニ地区（英語版）
2. クーヒスターニ・マストチョフ地区（英語版）
3. パンジケント地区（英語版）

### 主要都市
州都ホジェンドは、1991年まではレニナバード(Leninabad)、2000年まではレニノボード(Leninobod)、2004年まではソグド(Sogd)として知られていた。
その他の主要都市は、
- チカロフスク（英語版） Chkalovsk
- ガフロフ（英語版） Gafurov
- イスファラ Isfara
- イスタラフシャン Istravshan（Urateppa、ウラ・チューベ）
- カニバダム Konibodom (Kanibadam)
- パンジケント Panjakent
- ヴォルフ Vorukh

## 住民

### 民族
主な住民はタジク人84%、ウズベク人14%、その他ロシア人、ドンガン人、タタール人など。ヤグノビ渓谷に住むヤグノビ人は、ソグド人の末裔の先住民である。

### 言語
ヤグノビ語は、山間部でソグド語が細々と保たれてきた言語である。かつて使われていたソグド文字は、ウイグル文字やモンゴル文字に発展したが、現代までにソグド文字は使われなくなっている。国語はタジク語。ロシア語は民族連結語として使われる。

### 宗教
かつてのソグド人の宗教は、ゾロアスター教、マニ教、ネストリウス派キリスト教，仏教であったが、現代ではイスラム教スンニ派が多いものの、ゾロアスター教の風習も残っている。

## 交通
- M34ハイウェイ（英語版）（ドゥシャンベ - タシュケント間）